# Satyrium shirense
Satyrium shirense är en orkidéart som beskrevs av Robert Allen Rolfe. Satyrium shirense ingår i släktet Satyrium och familjen orkidéer. Inga underarter finns listade i Catalogue of Life.